# Čúó-kóči
Čúó-kóči (中央高地; česky: Centrální vysočina) nebo také oblast Kóšin (甲信地方; Kóšin-čihó) je vnitrozemská oblast na japonském ostrově Honšú.
Skládá se z většiny území prefektur Nagano a Jamanaši a z bývalé provincie Hida a oblasti Tónó, které jsou dnes součástí prefektury Gifu. 
Typicky vnitrozemské podnebí způsobuje velké rozdíly mezi teplotami v létě a v zimě a mezi teplotami přes den a v noci. Srážky jsou po celý rok malé.
Během období Edo vedly touto oblastí cesty Nakasendó a Kóšú Kaidó.